# Élie Decazes
Élie Decazes, född 28 september 1780, död 24 oktober 1860, var en fransk hertig och politiker. Han var far till Louis Decazes.
Decazes var till en början advokat och domare, och blev senare kabinettsråd hos kung Ludvig av Holland. Han slöt sig till Ludvig XVIII och vann, tack vare sin smidiga intelligens och framställningsförmåga, dennes vänskap och tillit. Decazes utnämndes till polisprefekt och blev kort därefter polisminister efter Joseph Fouché och blev som sådan kungens mest förtrogne rådgivare. Decazes ogillade ultrarojalisternas överdrifter under det vita skräckväldet och blev ledare för de moderata, som önskade en lojal tillämpning av författningen. Han utnämndes till greve och pär, och 1818 anförtrodde Ludvig XVIII honom att efter Richelieu bilda regering. Decazes överlät presidentskapet åt Jean Joseph Dessolles men behöll själv den verkliga makten som inrikesminister, med vilken befattning han förenade det som chef över polisväsendet. År 1819 blev han även formellt chef för ministären. 
Under sin ministertid lyckades han, mestadels stödjande sig på vänsterpartierna, organisera en konstitutionell styrelse. Han bidrog till industrins, handelns och lantbrukets utveckling. Samma år genomdrev han de liberala presslagarna. Mordet på hertigen av Berry 1820 gav dock ultrarojalisterna anledning till förnyade angrepp mot Decazes, och greven av Artois tvingade slutligen kungen att skilja sig från Decazes. Decazes fall betecknar slutet på restaurationens liberala period. Ludvig XVIII utnämnde Decazes till hertig och sände honom som ambassadör till London, där han dock endast stannade några månader. Efter 1830 anslöt han sig till Ludvig Filip I av Frankrike och ägnade sig efter 1848 främst åt ekonomisk verksamhet, drev lantbruk och industriella företag samt upprättade i Aveyrons gruvdistrikt flera järnbruk och anlade staden Decazeville. Av Fredrik VI av Danmark erhöll Decazes titeln hertig av Glücksbjerg.